# Distrito de Ishkashim
Ishkashim o Eškašem es un distrito de la Provincia de Badajshán, Afganistán. El distrito tiene una población de aproximadamente 11.000 personas. Su capìtal es Eškašem, que se encuentra en la frontera con Tayikistán, cerca de su homónimo tayiko, Ishkoshim.
- Datos: Q2670884